# Daniel Romańczyk
Daniel Romańczyk (28 de abril de 1985) es un deportista polaco que compite en tiro, en la modalidad de rifle.
Ganó una medalla de bronce en el Campeonato Mundial de Tiro de 2022 y dos medallas en el Campeonato Europeo de Tiro, en los años 2022 y 2024.

## Palmarés internacional
| Campeonato Mundial | Campeonato Mundial | Campeonato Mundial | Campeonato Mundial                |
| Año                | Lugar              | Medalla            | Prueba                            |
| ------------------ | ------------------ | ------------------ | --------------------------------- |
| 2022               | El Cairo (Egipto)  | Medalla de bronce  | Rifle en pos. tendida 300 m mixto |
| Campeonato Europeo |                    |                    |                                   |
| Año                | Lugar              | Medalla            | Prueba                            |
| 2022               | Zagreb (Croacia)   | Medalla de oro     | Rifle en pos. tendida 300 m mixto |
| 2024               | Osijek (Croacia)   | Medalla de plata   | Rifle en pos. tendida 300 m mixto |